# NGC 7115
NGC 7115 est une galaxie spirale située dans la constellation du Poisson austral. Sa vitesse par rapport au fond diffus cosmologique est de 3 181 ± 22 km/s, ce qui correspond à une distance de Hubble de 46,9 ± 3,3 Mpc (∼153 millions d'al). NGC 7115 a été découverte par l'astronome américain Francis Leavenworth en 1885.
La classe de luminosité de NGC 7115 est II et elle présente une large raie HI. Selon la base de données Simbad, NGC 7115 est une galaxie active de type Seyfert 1.
À ce jour, sept mesures non basées sur le décalage vers le rouge (redshift) donnent une distance de 40,386 ± 7,223 Mpc (∼132 millions d'al), ce qui est à l'intérieur des valeurs de la distance de Hubble.